# Otocsán Fortica
Otocsán Fortica (horvátul: Otočac Fortica), várrom Horvátországban, a Likában fekvő Otocsán városában.

## Fekvése
A városközpont felett északra emelkedő Fortica nevű magaslaton találhatók maradványai.

## Története
A város feletti Fortica-dombon 1619-ben építették fel a város és környéke védelmére a kis Fortica-erődöt. Az erőd a 19. század elején kezdte elveszíteni jelentőségét, erről tanúskodik az a tény, hogy 1804-ben lőporraktárnak alakították át. A 19. század második felére a katonaság végleg elhagyta és állapota egyre romlott. 1861-ben még egyben volt, 1882-ben már csak a legnagyobb tornya volt befedve. Később anyagát az új házak építéséhez hordták el. A 20. század elejére a romok beerdősültek és a fák a II. világháborúig akadálytalanul nőttek. 1941-ben az olaszok kivágták a Fortica-domb fáit és ágyúállásokat helyeztek el rajta. 

## A vár mai állapota
Az erőd háromszög alaprajzú két emeletes építmény volt sarkain kúp alakú toronysisakkal fedett hengeres tornyokkal, melyeket felfelé vékonyodó, lőréses erődfalak kötöttek össze. Belül a falak kis háromszögletű udvart fogtak közre közepén ciszternával. A falak emeleti részeit belülről fából ácsolt folyosókon lehetett megközelíteni. A nyugati toronyban lakott a parancsnok, első és második szintje gabonatárolásra is szolgált. Az északi toronyban részben a raktár, részben a konyha volt elhelyezve. Az erőd bejárata a déli oldalon a város felé nyílott és mivel kapuja magasan a föld felett volt kezdetben csak létrákon, később lépcsőkön lehetett megközelíteni. Ma az erődnek csak alapfalai láthatók, folyik a régészeti feltárás és a tereprendezés.  A feltárás során a falakat mintegy másfél méteres magasságig építették vissza.
A vár feltárása során szenzációt jelentett, amikor a régészek feltárták egy sokkal régebbi, ám közelebbről meg nem határozható korú kisebb, háromszögletű torony maradványait, amely valószínűleg a Gacka folyó árterében fekvő szigeten elhelyezkedő ősi vár, figyelőtornyának szerepét tölthette be. Utóbb ennek a toronynak toldották meg a falait, és a sarkait hengeres tornyokkal látták el, ami által az ősi tornyot egy igazi várrá alakították át. A régi toronyról megindultak a találgatások, hogy esetleg a 13. században a templomosok építették.